# Río Moa
El río Moa, llamado antiguamente en español río Gallinas, es un destacado río africano de la vertiente atlántica, un río que nace en Guinea, y tras ser durante un corto tramo frontera —primero entre Guinea (NO) y Liberia (SE) y luego entre Sierra Leona (NO) y Liberia (SE)— se adentra en Sierra Leona que recorre en dirección noreste-suroeste, pasando por las provincias del Este y del Sur. Tiene una longitud de 475 km y drena una cuenca hidrográfica de 19 617 km².
La ciudad más importante en su curso en Kenema y desemboca en Sulima. En el estuario de su desembocadura hay unas islas que históricamente sirvieron de base de operaciones al negrero español Pedro Blanco Fernández de Trava (1795-1854).